# 上田愛美
上田 愛美（うえだ あいみ、1982年11月16日 - ）は、日本のタレント、女優、声優。日本の女性アイドルグループチェキッ娘の元メンバー。ステッカー所属。
広島県広島市中区出身。広島市立袋町小学校、広島女学院中学校・高等学校、日出女子学園高等学校、桜美林大学文学部健康心理学科入学。玉川大学教育学部編入卒業。
身長158cm、スリーサイズはB79 W59 H84。血液型はA型。

## 略歴
幼少時、1歳半頃から小学校2年生の時まで父の仕事の関係で東京で過ごす。東京在住中の1986年に劇団いろはに入団。その当時、子役として1986年～1988年頃にかけてテレビドラマに出演（下述）。
広島女学院高校在学時に、1996年第21回ホリプロタレントスカウトキャラバン（グランプリは深田恭子）で最終選考に残る。1998年には週刊ヤングジャンプの企画「第9回YJ全国女子高生制服コレクション」（グランプリは原史奈）などで活動。
1998年10月15日にバラエティ番組『DAIBAッテキ!!』（フジテレビ）のオーディションに合格し、チェキッ娘のメンバーとなる。チェキッ娘IDは007。『はじまり』、『最初のキモチ』、『海へ行こう〜Love Beach Love〜』、『ありがとう』のそれぞれのシングルにおいて、フロントメンバー（メインボーカル）を務めた。一方で、そのチェキッ娘内では久志麻理奈・佐々木絵美子とともに「NEOちゃっきり娘」を結成（ダウンタウンの松本人志が『HEY!HEY!HEY! MUSIC CHAMP』内で「NEOかしまし娘」とともに命名）。グループ内ユニットとして人気を博す。
翌1999年3月1日、チェキッ娘のユニットであるchee'sのメンバー（キーボード、ヴォーカル）となり、9月には歌手として『いつか』でソロデビュー。
チェキッ娘卒業後はchee'sのメンバーとして、2001年のグループ解散まで活動した他、雑誌での連載、テレビ出演などを行っている。
最近では『まんとら〜マンガ虎の穴〜』に何度かゲスト出演したことがある田中理恵のファンクラブ主催イベントのスタッフ兼アシスタントを毎回務めている。
2004年9月からは、デッセコミュニケーションズ新人育成プログラムにて声優レッスン後、声優となる。チェキッ娘出身者では下川みくにに次いで2人目の声優デビューである。
2009年～2010年に、秦建日子主宰の演劇ワークショップ『take1』に7期生として参加。

## 人物
- 兄弟は、弟がいる[5][6]。
- 特技は広島風お好み焼きを作ること。
- 好きなプロ野球チームは、ロッテ、西武、広島、中日[6]。
- 幼少の頃は喘息を患うなど病弱な面があったことから、東京に居た3歳の頃から水泳を始め、鈴木大地のスイミングスクールに通っていた。この頃は本当に水泳選手になろうかと思っていたことがあったという[4]。
- 祖母を小学5年生の時に亡くし、自分が治せたら良かったのにという思いから、医師になりたいと思っていたこともあった[4]。一方で、子供の頃はスチュワーデスになりたいとも思っていた[4]。
- 習い事は、最初はピアノを幼稚園時代から小学6年生の時までやっていた。ピアノを辞めるのと入れ替わるようにしてバレエを始め、バレエは高校1年の時までやっていた[4]。
- チェキッ娘及びchee'sのメンバーだった当時、ポストペットの「モモちゃん」がお気に入りだった。またこの当時、音楽ではaikoが一番好きと話している[7]。

## ディスコグラフィ

### シングル
上田愛美 名義
- いつか（1999年9月1日）（作詞：森 浩美 / 作曲：D・A・I / 編曲：亀田誠治）

chee's 名義
- chee's（1999年4月14日、インディーズ、3000枚限定）
- Snapshot（2000年3月15日、メジャーデビューシングル）
- ガラガラゲッチュ（2000年6月7日、メジャー2ndシングル）
- トモダチ（2001年2月21日、メジャー3rdシングル）
- SUBWAY TRAIN（2001年9月、インディーズ、ファンクラブ通販限定）

Aimi 名義
- ニコぬこ猫（2008年1月23日）（作詞：奥井雅美・にへどん / 作曲：Monta） - ※ねこ鍋イメージソング
C/W曲『Ring Ring a Ding』 （作詞：奥井雅美 / 作曲：Monta）

### オムニバスCD
- 必殺技CD & 敗北CD（2008年8月15日） - 共演:田中理恵、河原木志穂、水野愛日、稲村優奈、花村怜美、水宮浅葱
- 目覚ましCD（2008年11月26日） - 共演:小清水亜美、後藤邑子、田中理恵、河原木志穂、水野愛日、OKOME
- 添い寝CD（2008年11月26日） - 共演:田中理恵、河原木志穂、水野愛日、塩野アンリ、若林直美、OKOME
- お名前CDシリーズ - 3枚とも共演は塩野アンリ、米澤円、荒浪和沙、矢野明日香
  - 佐藤さんCD（2009年1月28日）
  - 鈴木さんCD（2009年2月28日）
  - 高橋さんCD（2009年3月28日）

なお、2003年に（有）セレソンより発売されている「Shinig Star」というシングルがあるが、こちらは「うえだ あいみ」ではなく「うえだ まなみ」という全くの別人のCDである。

## 出演

### バラエティ
- DAIBAッテキ!!（1998年10月5日 - 1999年3月31日、フジテレビ）
- DAIBAクシン!!（1999年4月1日 - 9月30日、フジテレビ）
- ON ON ON（1999年10月 - 2000年1月、東海テレビ） - コーナーレギュラー
- FACTORY（1999年10月 - 2000年7月、フジテレビ） - オープニングアクト
- Music Museum（2000年4月 - 8月、フジテレビ） - コーナーレギュラー
- まんとら〜マンガ虎の穴〜（2005年4月 - 2008年３月、テレビ神奈川）
- @Tunes.（2006年10月 - 2009年9月、ドワンゴ制作、テレビ神奈川 / アニマックス） - アシスタント
- 99プラス（2009年8月11日・18日、日本テレビ） - 「踊るノーギャラ御殿」出演
- 森田一義アワー 笑っていいとも!（2009年8月27日、フジテレビ） - コーナーゲスト
- 大人が気になるテレビ（2014年7月 - 8月、BS-TBS） - 東芝インコマーシャル

### テレビドラマ

#### 子役時代
- 連続テレビ小説 はね駒 第7回 - 第11回、第13回、第15回、第20回（1986年、NHK） ‐ 中河けい
- 弁護側の秘密（1986年、フジテレビ）
- ジャックレモンによろしく（1986年、TBS）
- 水曜ドラマスペシャル 水曜日の恋人たち（1986年、TBS）
- 水曜ドラマスペシャル 放浪（1986年5月28日、TBS）
- パパはニュースキャスター 第4話（1987年、TBS）- めぐみ 役
- 森村誠一サスペンス・中禅寺湖心中事件（1987年2月16日、関西テレビ/フジテレビ系列）
- ばら色の人生（1987年、NHK）
- 炎の料理人・北大路魯山人（1987年6月30日、日本テレビ）
- 君の瞳をタイホする!（1988年、フジテレビ） - 真冬（浅野ゆう子）の娘・鈴子 役[8]
- 大河ドラマ 武田信玄（1988年、NHK） - 松姫の幼少時代 役
- 花へんろ・風の昭和日記 第三章（1988年、NHK）
- 銀河テレビ小説 総務部総務課山口六平太 第14話（1988年8月5日、NHK） - 静香 役
- 男と女のミステリー　見えない絆（1988年8月12日、フジテレビ）
- 庄内おんな風土記（1988年11月19日、NHK総合テレビ）
- 金太十番勝負! 第4話、第5話、第6話、第9話（1988年、フジテレビ）
- 連続テレビ小説 凛凛と（1990年、NHK）
- 土曜ワイド劇場 八月の消えた花嫁（1991年7月27日、テレビ朝日）

#### その他
- 古代少女ドグちゃん 第6話（毎日放送） - 佐山ゆり 役
- 古代少女隊ドグーンV 第1話、第6話（毎日放送）
- 河北新報のいちばん長い日（2012年3月4日、テレビ東京）
- 泣ける日本人（2012年12月23日、TBS） - 華岡於勝 役
- Oh,My Dad!! 第6話（2013年8月15日、フジテレビ） - 朝田宏美（女子社員） 役
- 死の海と闘う（2014年4月12日、テレビ東京） - 鈴木明美 役
- ペテロの葬列 第9話（TBS） - 早川多恵（32歳期） 役
- 西村京太郎サスペンス 十津川警部シリーズ53 「伊豆・踊り子号殺人ルート〜消えた一億円の謎〜」（2014年10月20日、TBS） - 中山喜代美 役
- 池上彰のJAPANプロジェクト ニッポンの底力スペシャル「紙つなげ!再生日本製紙 石巻工場」（2014年11月9日、テレビ東京） - 社長秘書 役
- 相棒13 第9話（2014年12月17日、テレビ朝日） - リポーター役
- 禁断のホラーミステリー 怪異TV 第3話「怪談少年A」（2015年8月20日、NHK BSプレミアム） - 母親 役
- 刑事7人 第6話（2015年8月19日、テレビ朝日） - 西沢涼子 役

### WEBドラマ
- 密着! 男と女の愛憎(秘)探偵ファイル 第7話（2011年8月1日配信、BeeTV） - 喜田みどり 役

### ラジオ
chee's 名義
- chee'sのガーリーガーリー（2000年、FM愛知）
- 行くぞ!しゃべるぞ!九州chee's街道（2000年 - 2001年、FM福岡）

### テレビアニメ
2006年
- 僕等がいた（生徒）
- エア・ギア（生徒）
- RGBアドベンチャー（ヒカリ）
- Kanon（京都アニメーション版）第7話（女生徒）

2008年
- 君が主で執事が俺で（フェレット）
- こそどろねこ（キッズステーション　グレー猫 役）
- 図書館戦争（子供B）

2009年
- つり球
- WHITE ALBUM（理奈のマネージャー（女））
- こそどろねこ（キッズステーション　グレー猫 役）

### CM
- ハウス食品 たべごろ委員
- スリーエフ
- サッポロビール 『乾杯をもっとおいしく』編（2010年）
- JT 取組み紹介広告（2010年）
- 興和 新キャベジンコーワS『やさしさにお帰り』編（2011年）
- 千葉信用金庫（2011年）
- 花王シャワータイムバブ『Let'sらくらくマッサージ』編（2012年）
- レキットベンキーザー・ジャパン『フィニッシュ』編（2012年）
- パナソニック『エコナビ』（2013年）
- ヤマキ『割烹白だし』（2014年）

chee's 名義
- NTT西日本 ISDNキャンペーン - chee's

### 映画
- OVER END（2011年9月9日公開、福岡インディペンデント映画祭） - 逸見香奈枝 役（主演）
- 天使の滑り台（UTB映像アカデミー　短編映画） - 聡子 役
- ファーストパンチ（2012年1月14日公開、株式会社アドウェイズピクチャーズ、前田万吉監督）
- ハッピーランディング（2015年3月7日公開、クォーボ・ピクチャーズ/テレビ朝日） - 夏原加奈子 役

### 舞台
- 夜の鶴（1987年、帝国劇場） - 石井ふく子の幼少時代 役（子役時代に出演）
- タクラマカン（2010年3月19日 - 3月22日、日暮里サニーホール）
- Air studioプロデュース公演『SAKURA』（2010年10月27日 - 31日、アクアスタジオ）
- 秦建日子プロデュース公演Vol.13「Pain」（2011年9月13日 - 19日、ウッディシアター中目黒）
- 万本桜企画「ある女の、ある物語。」（2012年11月7日 - 11日、千本桜ホール） - まみ 役
- 万本桜企画「容易い願い　叶わぬ願い」（2013年3月20日 - 24日、千本桜ホール） - かおる 役
- 劇団空感エンジン企画・製作公演「君死にたまふことなかれ」（2013年8月21日 - 26日、両国Air studio） - 尾崎冬子 役（C班）
- MOTHER ～特攻の母 鳥濱トメ物語～（2013年12月11日 - 15日、新国立劇場小劇場） - 菊井幸 役
- ステッカープロデュース公演Vol.1「コンプレックス★ステッカー」（2014年5月14日 - 18日、恵比寿・エコー劇場）
- 劇団K助プロデュース 劇団P助第3回公演「しあわせのかたち」（2015年5月27日 - 31日、ウッディーシアター中目黒） - 三男の嫁・みどり 役

### DVD
- 木更津グラフィティ #2（DVDドラマ 制作総指揮・企画原案：綾小路翔） - 真喜子 役